# Pazienza

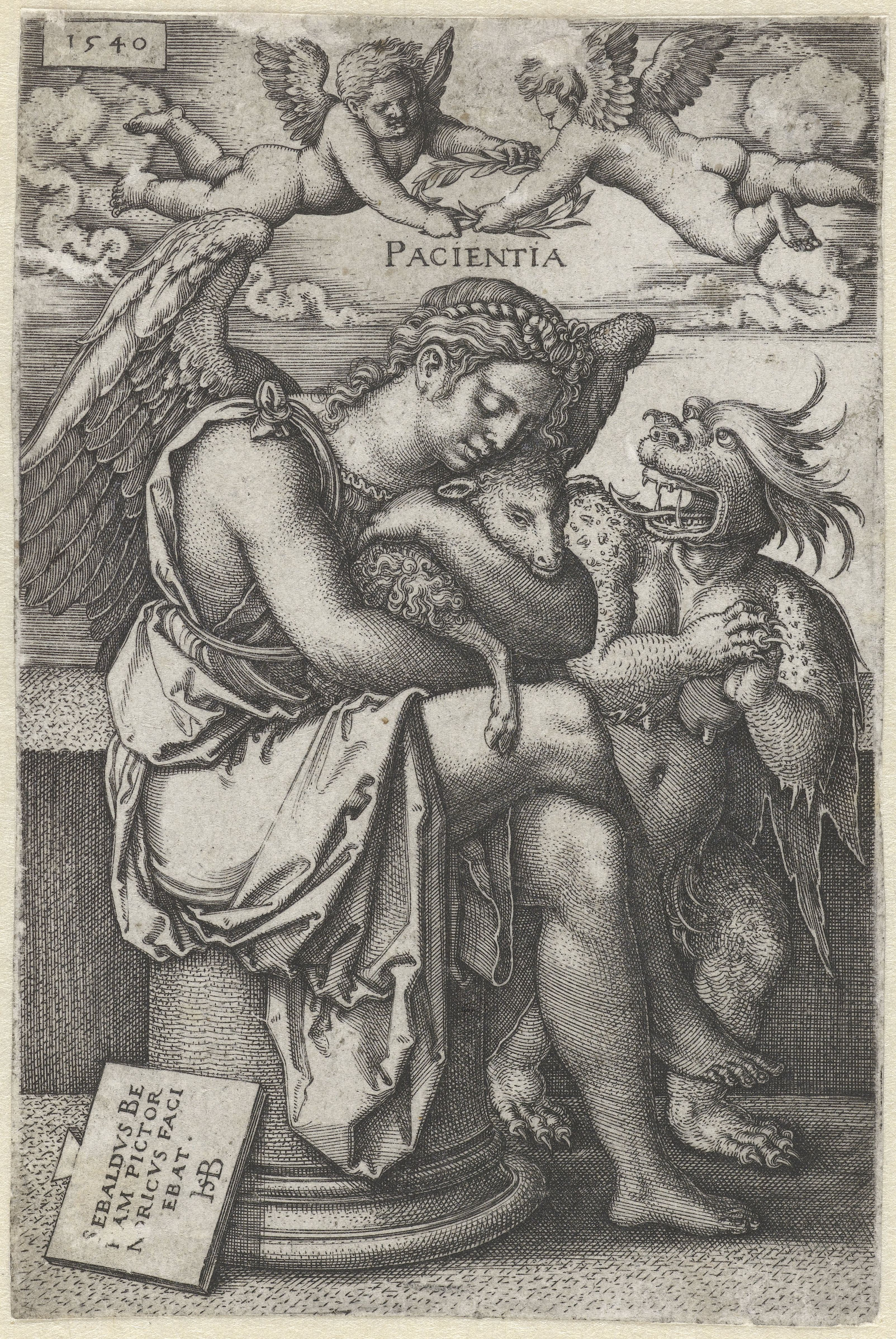
Personificazione della Pazienza in un'incisione di Hans Sebald Beham, 1540

La parola pazienza ha origine dal latino volgare patire (cfr. il greco pathein e pathos, dolore corporale e spirituale) ed indica la facoltà umana di rimandare la propria reazione alle avversità, mantenendo nei confronti dello stimolo un atteggiamento neutro.
La pazienza è una qualità e un atteggiamento interiore proprio di chi accetta il dolore, le difficoltà, le avversità, le molestie, le controversie, la morte, con animo sereno e con tranquillità, controllando la propria emotività e perseverando nelle azioni. È la necessaria calma, costanza, assiduità, applicazione senza sosta nel fare un'opera o una qualsiasi impresa.
Pazienza si chiama anche una parte dell'abito di alcuni ordini religiosi ed ha lo stesso significato di scapolare.
Nel diritto la pazienza è la limitazione dell'esercizio di un diritto (la pazienza di servitù, ad esempio, è la negazione di un transito di servitù).

## Modi di dire
- Perdere la pazienza: significa incapacità di frenarsi, di contenere l'ira; modo di dire contrario è armarsi di santa pazienza.
- La pazienza di Giobbe: ha riferimento al personaggio biblico, che tollerò con saldezza d'animo le peggiori avversità.
- La pazienza di Dio: significa l'infinita misericordia di Dio. La pazienza di Cristo si riferisce al periodo trascorso da Gesù nel deserto prima di iniziare la predicazione.
- Avere pazienza da certosino: ha il valore di un'attesa prolungata; abusare della pazienza altrui è una forma di espressione retorica, a volte di cortesia, usata anche nelle lettere.
- Abbi o abbia o abbiate pazienza: è sempre un'espressione retorica, adoperata in varie circostanze o come scusa per una mancanza.
- Gioco di pazienza: è un hobby e un gioco che richiede tempo e impegno (puzzle).
- Albero della pazienza: così era detto il sicomoro e la Melia azedarach che produce semi sferici e duri usati per le corone del rosario.
- Benedetta pazienza, santa pazienza: sono espressioni di insofferenza e di collera.
- Stancare la pazienza di secoli: significa l'evolversi molto lentamente.

### Proverbi e detti
- Con la pazienza s'acquista scienza.
- La pazienza è la virtù dei forti.
- Faresti perdere la pazienza anche ai Santi.
- La mia pazienza non è infinita.
- La pazienza è amara, ma il suo frutto è dolce (Jean-Jacques Rousseau).
- Quo usque tandem abutere, Catilina, patientia nostra'? Fino a quando, Catilina, abuserai dunque della nostra pazienza? (Cicerone).
- ... Alle grandi ingiurie cresci la pazienza; esse ingiurie offendere non ti potranno la tua mente (Leonardo da Vinci).
- La pazienza è la più eroica delle virtù, giusto perché non ha nessuna apparenza d'eroico (Giacomo Leopardi).

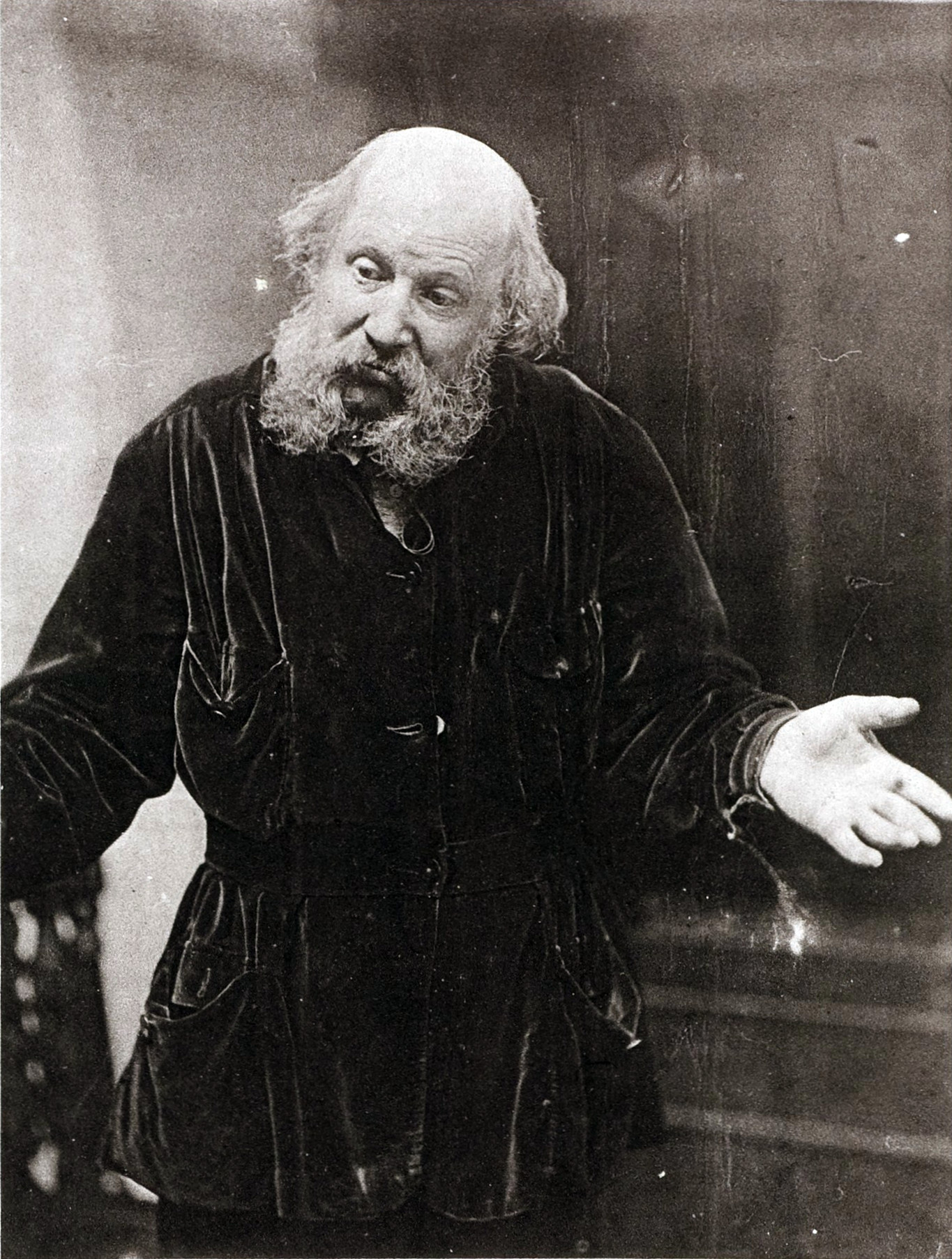
La pazienza, come illustrata in The Expression of the Emotions in Man and Animals di Charles Darwin

## Cattolicesimo
Nella teologia cattolica la pazienza è la virtù che controlla l'angoscia, la depressione, l'amarezza provocata da inconvenienti, sfortune, dolori e rafforza la volontà di operare il bene.
La pazienza ha riferimento nelle Scritture. Nota è la parabola di Gesù nel Vangelo di Matteo (18, 23 e ss.) e numerose sono le esortazioni di San Paolo (II Corinzi 12, 12; Tito 2, 2; Romani 3, 25 e altre) e di San Pietro nelle sue lettere. Di quest'ultimo sono da citare:
... mettete ogni impegno per aggiungere alla vostra fede la virtù, alla virtù la conoscenza, alla conoscenza la temperanza, alla temperanza la pazienza, alla pazienza la pietà, alla pietà l'amore fraterno, all'amore fraterno la carità (II Pietro 1, 5 e ss.).
... davanti al Signore un giorno è come mille anni e mille anni come un giorno solo. Il Signore non ritarda nell'adempiere la sua promessa, come certuni credono; ma usa pazienza verso di voi, non volendo che alcuno perisca, ma che tutti abbiano modo di pentirsi. Il giorno del Signore verrà come un ladro ... (II Pietro 3, 8).
Nei giorni della sua elezione al papato, nell'aprile 2005 Benedetto XVI ha parlato della pazienza di Dio: Quante volte noi desidereremmo che Dio si mostrasse più forte. Che Egli colpisse duramente, sconfiggesse il male e creasse un mondo migliore ... Noi soffriamo per la pazienza di Dio. E nondimeno abbiamo tutti bisogno della sua pazienza ... il mondo viene salvato dal Crocifisso e non dai crocifissori. Il mondo è redento dalla pazienza di Dio e distrutto dall'impazienza degli uomini. In altra occasione diceva La sapienza del cuore contempla anche la pazienza. Il tempo non scorre invano.